# Kuckuck, Kuckuck, ruft’s aus dem Wald

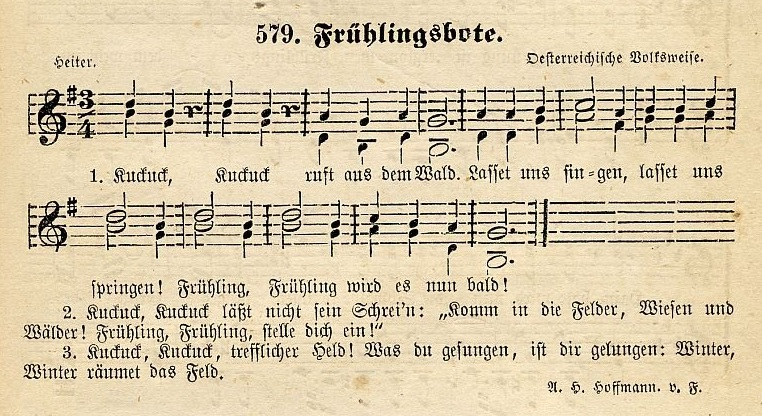
„Kuckuck, Kuckuck ruft aus dem Wald“,
Text- und Melodiefassung 1868

Kuckuck, Kuckuck, ruft’s aus dem Wald ist ein im ganzen deutschen Sprachraum bekanntes Lied auf den Frühlingsanfang im März, dessen Text Hoffmann von Fallersleben (1798–1874) im Jahr 1835 schrieb und 1837 ohne Melodie veröffentlichte. 1842 wurde es erstmals mit der Melodie des Volkslieds „Stieglitz, Stieglitz, ’s Zeiserl is krank“ gedruckt, das seit 1817 aus Österreich und Bayern überliefert ist.

## Inhalt
Der harmonische Text und die eingängige Melodie machten das Lied in Familie, Kindergarten und Grundschule neben „Hänschen klein“ und „Kommt ein Vogel geflogen“ zu einem der ersten Kinderlieder.

## Text
Kuckuck, Kuckuck ruft’s aus dem Wald.

Lasset uns singen, tanzen und springen.

Frühling, Frühling wird es nun bald.

Kuckuck, Kuckuck lässt nicht sein Schrei’n:

Komm in die Felder, Wiesen und Wälder.

Frühling, Frühling, stelle dich ein.

Kuckuck, Kuckuck, trefflicher Held.

Was du gesungen, ist dir gelungen.

Winter, Winter räumet das Feld.

## Melodie
Quelle

## Rezeption
Das sehr melodiöse Lied gehört zum Standardrepertoire aller bedeutenden Kinderchöre, wie unter anderem die Wiener Sängerknaben, der Tölzer Knabenchor, der Knabenchor des NDR und der Rundfunk-Kinderchor Berlin. Häufig werden dabei klassische Arrangements zugrunde gelegt.
Die erste Zeile des Liedes wird in dem Film Die Drei von der Tankstelle (1930) im Rahmen des „Liedes vom Kuckuck (‚Lieber, guter Herr Gerichtsvollzieher‘)“ von Werner Richard Heymann (Musik) und Robert Gilbert (Text) in Hinblick auf die Bedeutung von Kuckuck im Sinne von Pfandsiegel humoristisch variiert. In dem Film wurde das Lied von Willy Fritsch, Oskar Karlweis und Heinz Rühmann gemeinsam gesungen.
Peter Rühmkorf zählte in seiner Rede bei Entgegennahme des Hoffmann-von-Fallersleben-Preises für zeitkritische Literatur „Kuckuck, Kuckuck, ruft’s aus dem Wald“ zu Hoffmanns (im Sinne eines Diktums von Gottfried Benn) „ ‚sechs bis acht vollendeten Gedichten‘ […], die sich am Ende eines entsagungsvollen Lebens schließlich als Ernte betrachten und der Nachwelt als sozusagen ‚hinter-lassungsfähige Gedichte‘ präsentieren ließen“.